# Bezverkhovo (kraï du Primorié)
Bezverkhovo (en russe : Безве́рхово), jusqu'en 1972 Oust-Sidimi (en russe : Усть-Сидими), est un village de l'Extrême-Orient de la Russie, situé dans le raïon de Khassan dans le kraï du Primorié. Baigné par la baie de la Narva du golfe de Pierre-le-Grand, elle est aujourd'hui un petit village touristique. En 2010, sa population s'élevait à 899 habitants.

## Géographie

### Situation
Le village de Bezverkhovo se trouve dans le kraï du Primorié, kraï du sud de l'Extrême-Orient en Russie asiatique. Faisant partie du district fédéral extrême-oriental, il se trouve à 35 km au sud-ouest de Vladivostok, capitale du district et du kraï et à 6 400 km à l'est de Moscou. Bezverkhovo est l'une des trente-sept localités du raïon de Khassan, avec comme chef-lieu la commune urbaine de Slavianka, qui se trouve à 15 km au sud-est.
Concernant la géographie, Bezverkhovo se trouve au Primorié, une région géographique allant de la rive sud de l'Amour au golfe de Pierre-le-Grand (région faisant partie par ailleurs partie de la Mandchourie-Extérieure, russe depuis 1860). Bezverkhovo est incluse dans le raïon de Khassan, la partie la plus méridionale et la moins large, coincée entre les montagnes mandchoues-coréennes à l'ouest et le golfe de Pierre-le-Grand à l'est, un golfe de la mer du Japon.
L'ensemble du village se trouve sur la péninsule Jankowski, délimitée au nord par la lagune Lebiajia et au sud-ouest par la baie Severnaïa. Le village se trouve sur les rives de la baie de Heck, une petite baie de la partie occidentale de la baie de la Narva, elle-même partie du golfe de Pierre-le-Grand. La baie de Heck est délimitée au nord par le cap Brynner. Juste au nord de ce cap se trouve la rivière Lebiajia, qui relie la lagune Lebiajia à la baie de la Narva. L'embouchure de la Narva est un peu plus au nord.
Au sud du village se situent les caps Kroupianov et Tchouprov, ainsi que le mont Verchina (haut de 158 m), qui sont les délimitations sud de la péninsule Jankowski. Au sud-ouest se trouve la baie Tabounnaïa. À l'ouest du village se trouve le mont Jankowski (haut de 248 m). Enfin en face du village à l'est se trouve la petite île Krolioutchi.

### Localités limitrophes
Les localités limitrophes sont :
- Au nord se trouve Nijniaïa Narva;
- Au nord-ouest se situe Pojarski.

| Pojarski | Nijniaïa Narva |                  |
|          | Bezverkhovo    | Baie de la Narva |
|          |                |                  |

## Toponymie
Le nom Oust-Sidimi, nom du village jusqu'en 1972, tire son nom de celui de la rivière Sidimi et de Oust signifiant « embouchure ». Le nom est d'origine Oudihés, bien que la signification ne soit pas connue.
En décembre 1972, avec le renommage des lieux géographiques en Extrême-Orient à la suite du conflit frontalier sino-soviétique de 1969, le village est renommé Berzekhov en l'honneur de Iakov Berzekhov, commandant de la 71e brigade qui a participé à la bataille du lac Khassan en 1938.

## Histoire

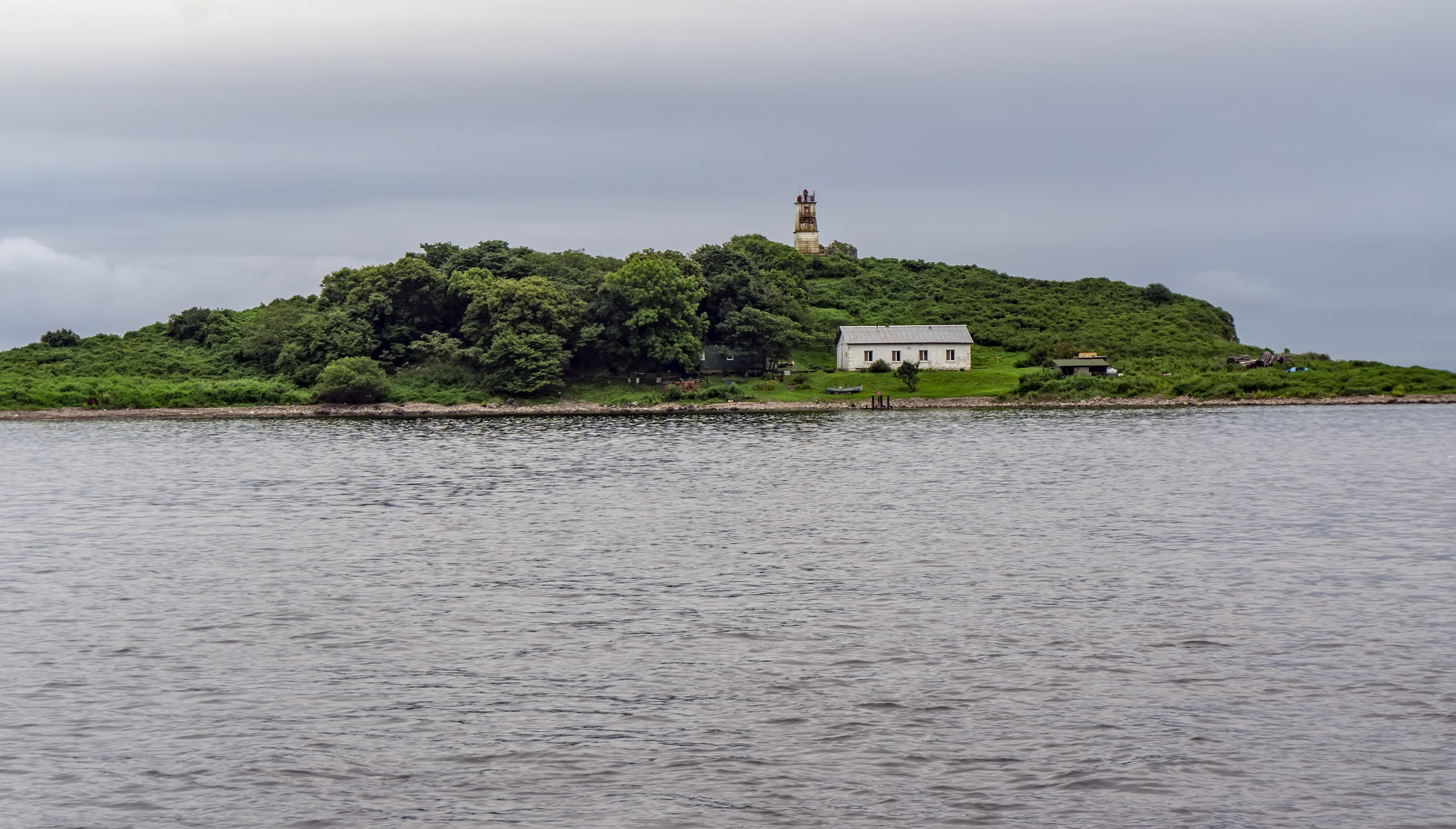
Île Krolioutchi.

Le village a été fondé en 1877 par Fridolf Kirillovich Heck, explorateur des mers d'Extrême-Orient et capitaine libre. Le nom original Ust-Sidimi (Sidimi) a été donné en l'honneur de la rivière et de la baie sur les rives desquelles elle se trouvait. En 1879, Mikhaïl Ivanovitch Yankovski, naturaliste et explorateur de l'Extrême-Orient, s'est installé ici avec sa famille, qui a d'abord loué puis acquis la propriété de toute la péninsule de Sidimi. Il a créé une économie diversifiée sur la péninsule, fondée sur les principes de gestion rationnelle de l'environnement, a élevé une nouvelle race de chevaux, a établi la première plantation de ginseng sauvage en Russie et s'est engagé dans l'élevage de cerfs sika. Plus tard, Julius Ivanovich Brynner, le grand-père du célèbre artiste américain Yul Brynner, acquit un terrain de 50 hectares sur la péninsule . Ici, il a construit une datcha pour lui-même et un domaine pour son fils.
Après la révolution, en 1922, la famille Yankovski émigre en Corée ; et en 1931, la famille Brynner est contrainte de partir pour la Chine. Tous leurs biens restants ont été nationalisés. Le 17 novembre 1922, sur la base de la ferme de Yankovski, fut créée la ferme d'État Sidimi , qui en 1929 fut transformée en ferme d'État de rennes Sidimi. En 1926, la ferme d'État acheta les bâtiments de Brynner, qui abritèrent une station de recherche sur l'élevage du renne en bois. Les bâtiments de Heck et de Yankovski abritaient alternativement le bureau de la ferme d'État du renne, un club , une école et des chambres pour les ouvriers. En 1930, dans la baie de Heck, près du cap Brynner, la ferme collective de pêche bolchevique fut organisée. Et en 1938, sur la base de la ferme collective, une station de pêche à moteur (MFS) est organisée, approvisionnant les fermes collectives de pêche côtière en matériel de pêche et réparant les petits bateaux.
Depuis 1930, un bateau à vapeur en provenance de Vladivostok a commencé à faire escale à Sidimi. En 1947, la construction d'un élevage de visons a été organisée à la ferme d'État des rennes , où des visons étaient amenés de la région de Moscou . En 1960, la MRS est transférée sous la juridiction de la Station automobile inter-collectives (MMS), qui commence à effectuer de grosses réparations sur les grands bateaux de pêche (senneurs). En 1972, à la suite de l'élimination des noms chinois, le village d'Oust-Sidimi a été rebaptisé Bezverkhovo en l'honneur du commandant de la brigade de fusiliers, le colonel  Iakov Berzekhov, la baie et la rivière Sidimi ont été rebaptisées Narva et la péninsule de Sidimi porte le nom de Yankovski.
Jusqu'au début des années 80, les principaux secteurs de l'économie de Bezverkho étaient l'élevage d'animaux à fourrure et la réparation navale. Le village se développait activement - des bâtiments à plusieurs étages sont apparus , une nouvelle école de 192 places, une école maternelle et un club ont été construits. Les réformes des années 80 ont conduit à l'effondrement de l'économie rurale - la ferme d'État à fourrure a fait faillite , l'usine de réparation navale a presque complètement cessé de fonctionner.

## Démographie
Recensements (*) et estimations de la population,:
En 2002, sur les 1037 habitants, il y avait 92 % de Russes, soit 954 habitants.
|       | \| 2002* \| 2010* \| - \| - \| \| ----- \| ----- \| - \| - \| \| 1 037 \| 889 \| - \| - \| |   |   |
| 2002* | 2010*                                                                                      | - | - |
| 1 037 | 889                                                                                        | - | - |

## Économie et transports

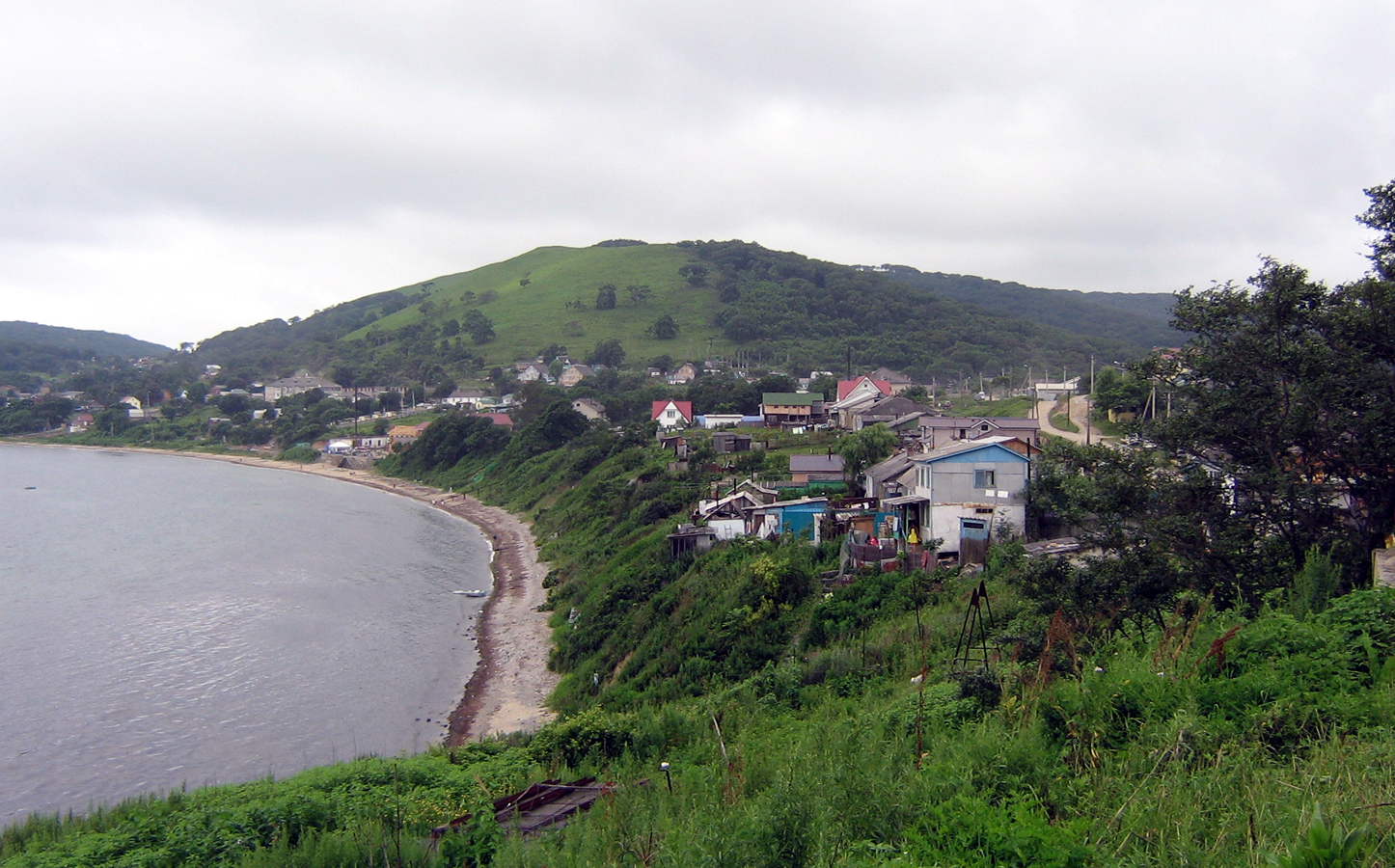
Vue du village.

La principale activité du village ces dernières années a été le tourisme d'été pendant les mois de juillet et d'août, offrant souvent aux résidents locaux la seule opportunité de gagner de l'argent. Pendant les mois d'été, tout le littoral de Bezverkhovo et les zones aquatiques adjacentes sont remplis de villes de tentes. Les résidents locaux louent aux vacanciers des maisons d'été basiques sans services et des chambres dans des maisons privées et des dépendances. Il existe plusieurs centres de loisirs d'été. La ferme d'élevage a été fermée et l'entreprise privée Agrokhasan LLC a été créée sur la base de la ferme d'État d'élevage de rennes détruite.
Dans le domaine social, il existe une clinique médicale externe rurale , une école , une bibliothèque rurale , un bureau de poste , un téléphone longue distance et plusieurs magasins  . Le centre culturel rural est fermé, le bâtiment est partiellement détruit. Les ateliers de réparation navale ont fermé leurs portes en 2002 . En 2009, sur le site des ateliers, un centre de loisirs familial actif « Sidimi » est apparu.
Tout ce qui reste d'industrie dans le village est une petite conserverie (production de balaou en conserve ) et un petit entrepôt réfrigéré. Les deux entreprises n’ont pas été modernisées depuis longtemps et sont sur le point de fermer. Il y a beaucoup de constructions résidentielles en cours dans le village (datchas pour les citadins, maisons sur propriété privée à louer en été) ainsi que deux bâtiments ressemblant à de petits hôtels.
La commune urbaine est reliée au réseau routier par la route régionale 05K-378, qui va jusqu'à la route régionale 05A-214, cette dernière reliant Khassan à la route fédérale A370 à Razdolnoïe. Cette dernière, l'A370, mène soit à Vladivostok, soit à Khabarovsk. Sinon, la 05K-380 a un embranchement vers le village voisin de Perevoznaïa.

## Culture et sites touristiques
Les principaux sites, classés aux objets patrimoniaux culturels de Russie, sont les suivants,:
- Musée des familles Heck, Yankovski et Brynner
- Monument aux compatriotes morts pendant la Seconde Guerre mondiale dans le village de Bezverkhovo.
- Monument à Mikhaïl Yankovski.
- Crypte de la famille Brynner.
- Cave de Fridolf Heck.

Monuments de Bezverkhovo :
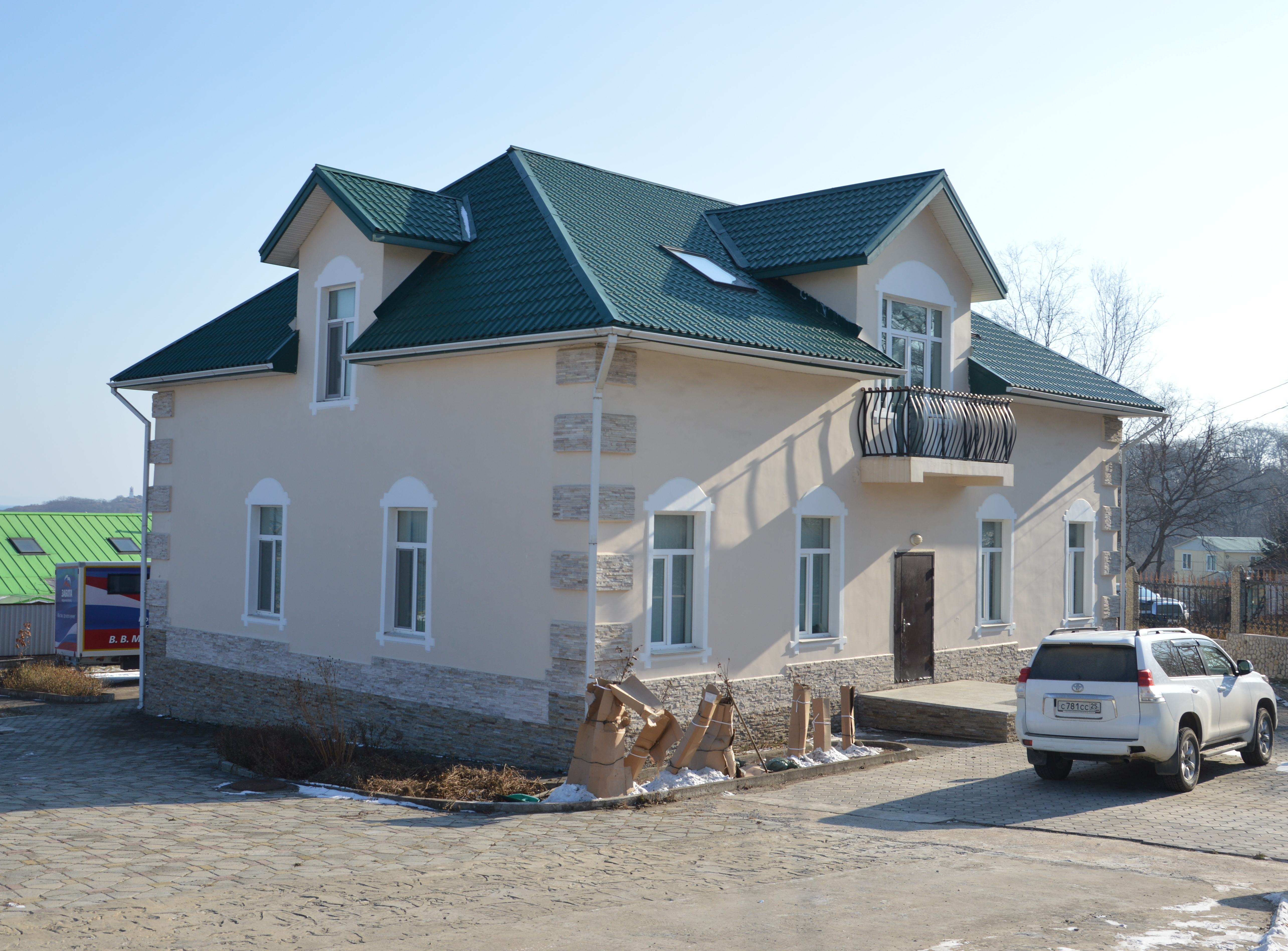
Musée du capitaine Heck, des familles Brynner et Yankovski.
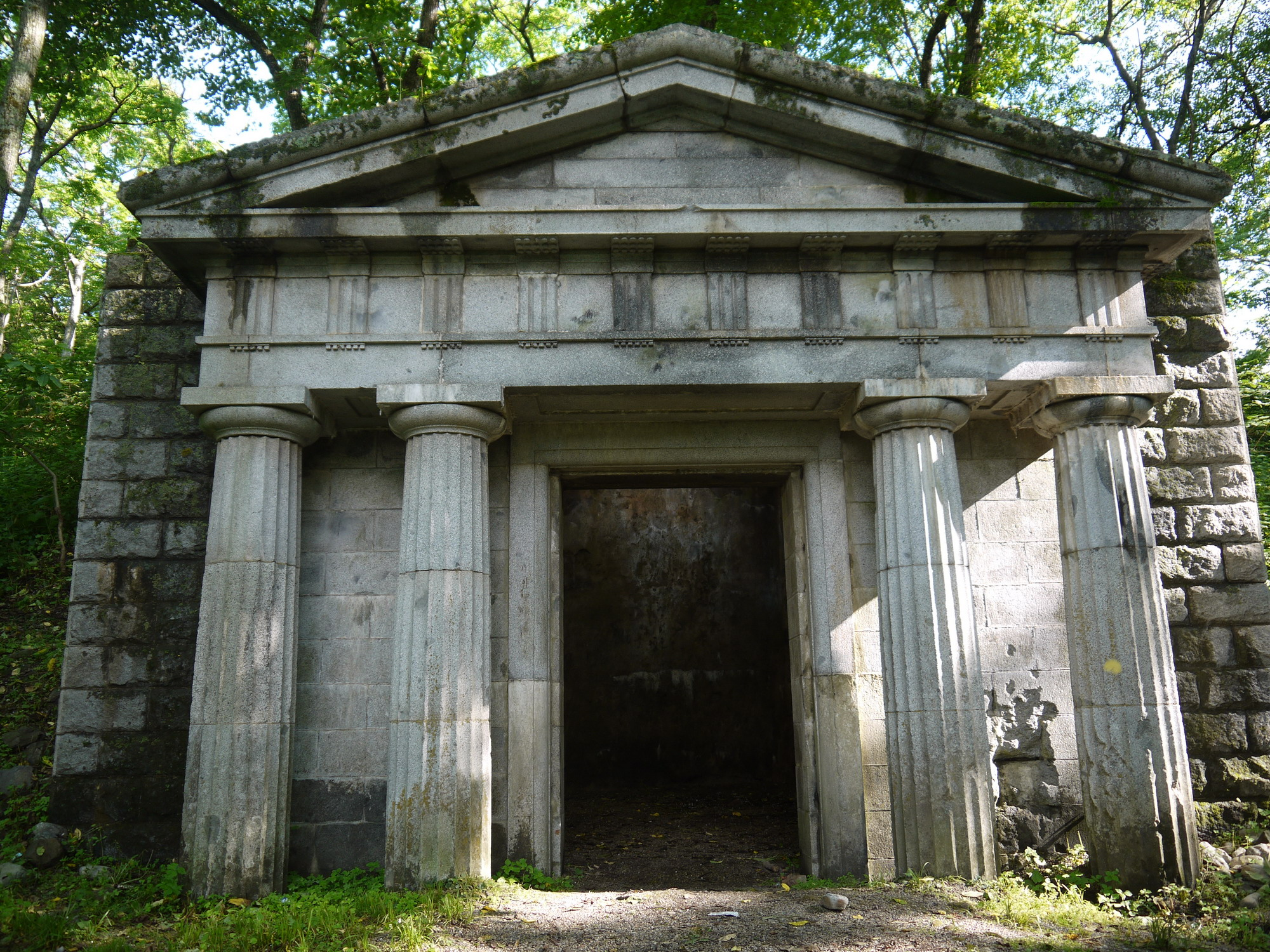
Crypte de la famille Brynner.
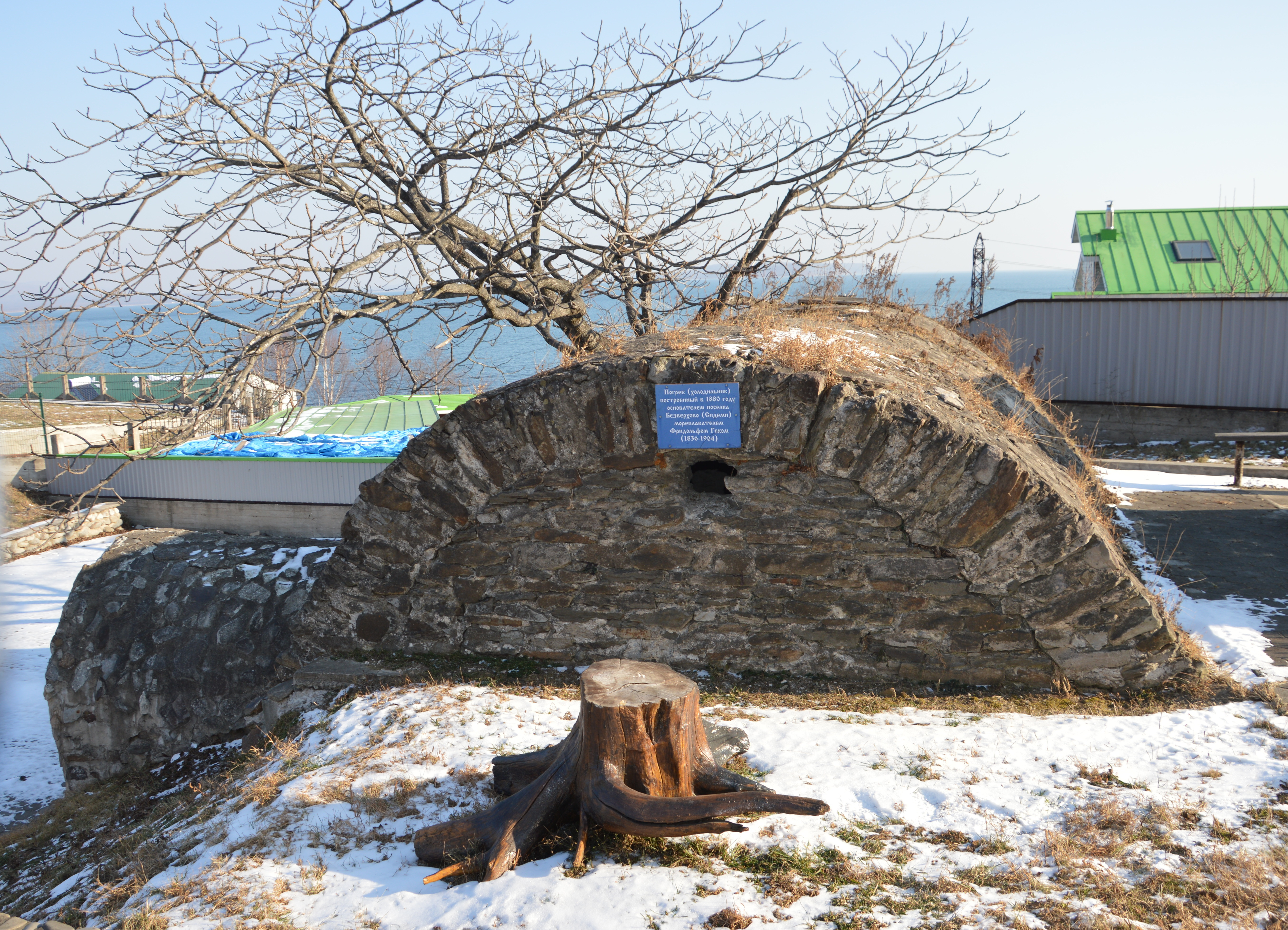
Cave de Heck.
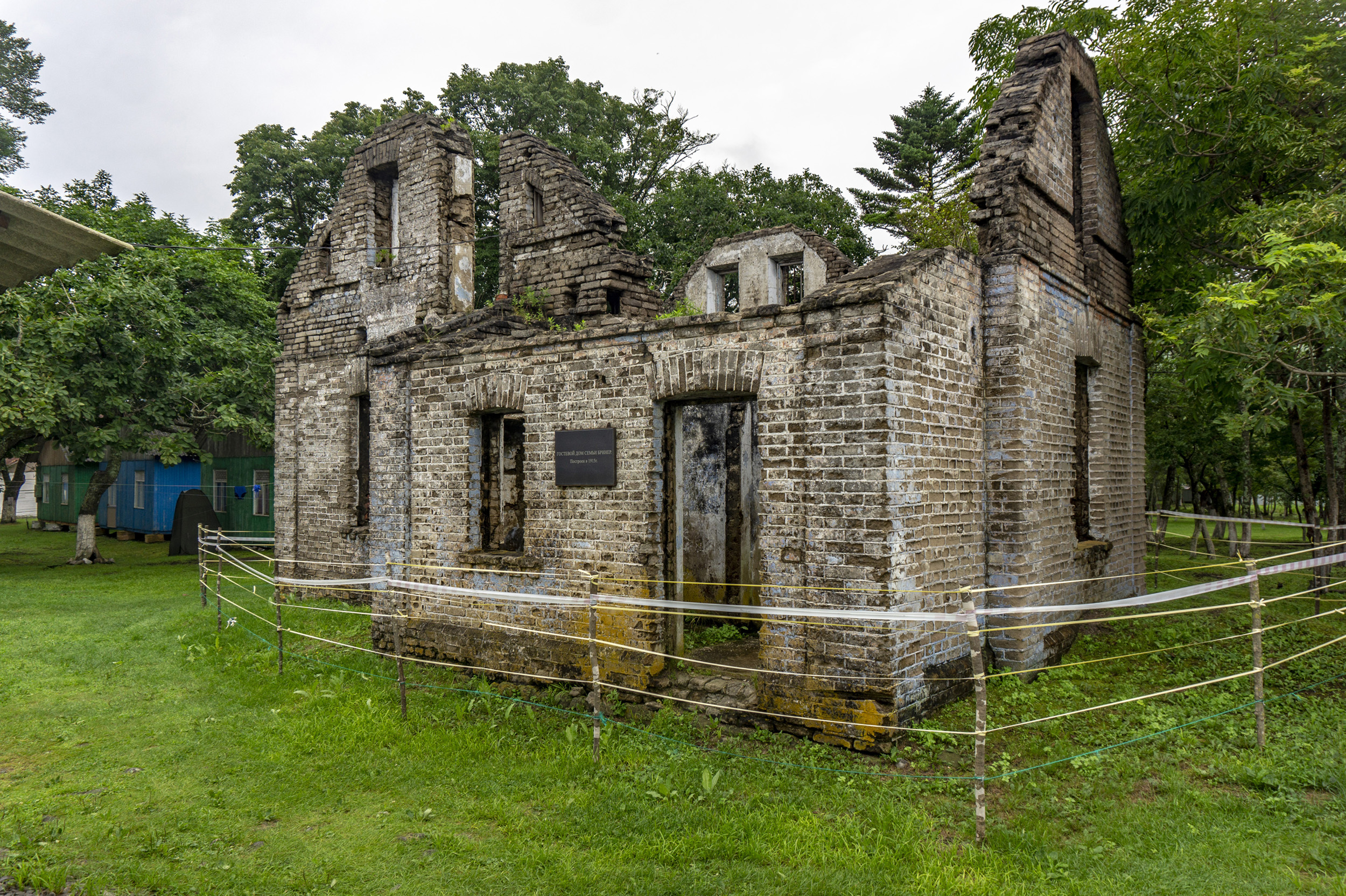
Ancienne maison des Brynner.